# Frederick, Thân vương xứ Wales
Frederick Louis, Thân vương xứ Wales, KG (1 tháng 2 năm 1707 – 31 tháng 3 năm 1751) là Trữ quân của nước Anh từ 1727 cho đến khi qua đời. Ông là con trai trưởng nhưng cũng là người con bị ghét bỏ nhất trong số các con của Vua George II và Vương hậu Caroline, đồng thời cũng là cha của Vua George III. Và được nhớ đến là ông nội của Vua George IV và Vua William IV.
Theo Đạo luật Settlement được Nghị viện Anh thông qua năm 1701, Frederick được đưa vào danh sách kế vị ngai vàng trực tiếp của hoàng tộc Anh. Ông dời tới nước Anh sau khi phụ thân đăng cơ, được tiến phong Thân vương xứ Wales. Tuy nhiên ông lại qua đời trước phụ thân mình, và do đó ngai vàng được chuyển cho người con trai trưởng của ông, chính là vua George III.

## Cuộc sống ban đầu

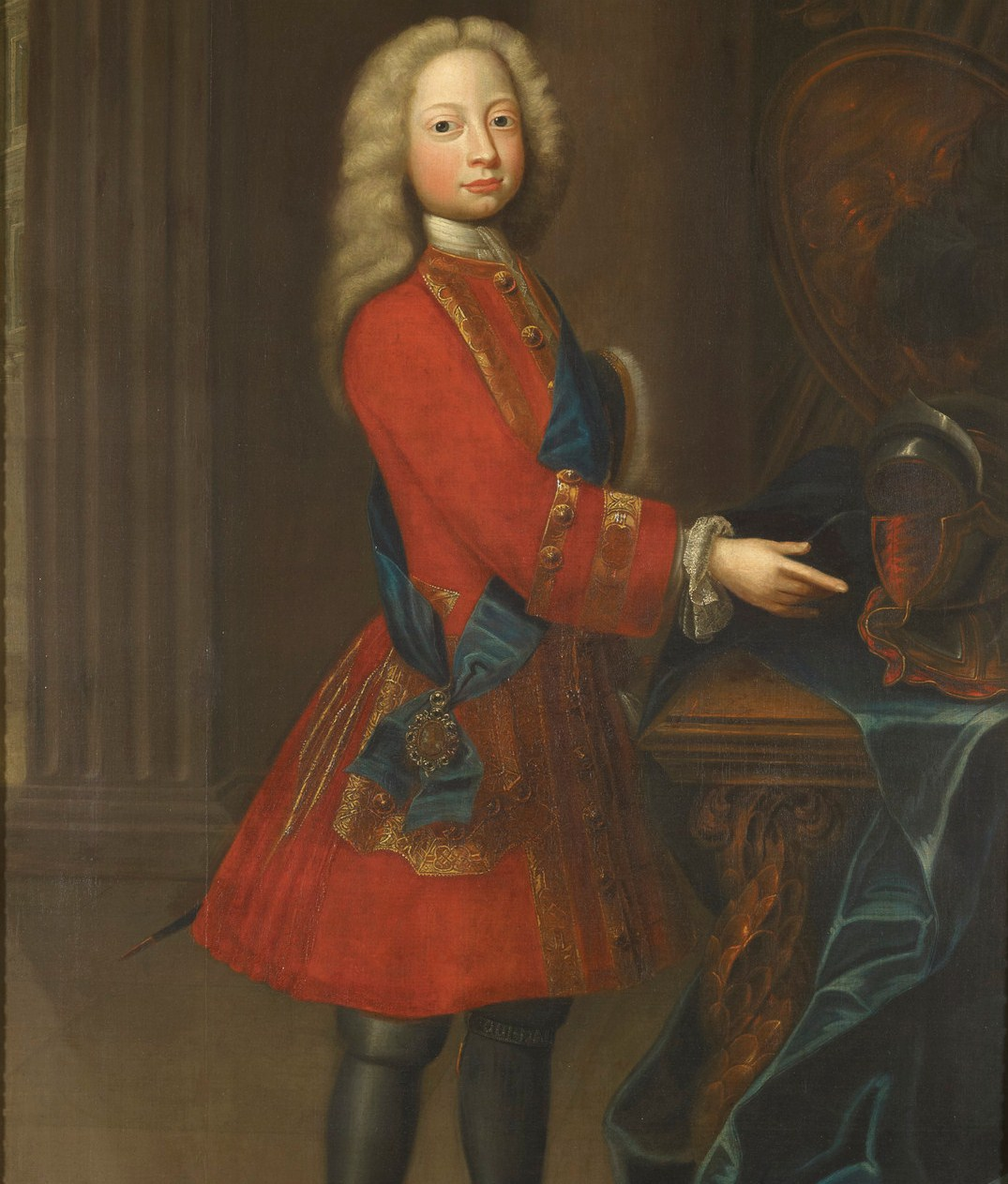
Vương tử Frederick, ca. 1720.

Vương tử Frederick Louis chào đời ngày 1 tháng 2 năm 1707 tại Hanover, Đức, với danh hiệu Công tước Friedrich Ludwig xứ Brunswick-Lüneburg, cùng với cha ruột của chính ông là George, con trai của Tuyển đế hầu xứ Hanover. Ông nội ông, Tuyển đế hầu, là con trai trưởng của Sophie xứ Hanover - cháu chắt của James I của Anh, đồng thời là người kế vị được chỉ định của Nữ vương Anne. Tuy nhiên, Sophia chết trước Anne ở tuổi 83 vào tháng 6 năm 1714, và do đó Tuyển đế hầu trở thành người kế vị; Nữ vương Anne chết vào ngày 1 tháng 8 cùng năm; và con trai của Sophia trở thành Vua George I. Sau đó, phụ thân của Frederick được tiến phong Thân vương xứ Wales, tương đương với Hoàng thái tử nước Anh, và Frederick đứng thứ hai trong danh sách thừa kế. Một trong những người đỡ đầu khác của Frederick là ông chú Friederich I, Vua của Phổ và Tuyển đế hầu xứ Brandenburg-Phổ. Ở nhà Frederick có biệt danh "Griff".
Vào lúc Anne chết và George I đăng cơ, phụ mẫu của Frederick, George, Thân vương xứ Wales (về sau là George II), và Caroline xứ Ansbach, được triệu hồi từ Hanover đến đảo Anh trong khi con trai trưởng mới bảy tuổi của họ bị bỏ lại cho ông chú là Ernest Augustus, Vương thân-Giám mục xứ Osnabrück chăm sóc, ông không được gặp lại cha mẹ mình trong suốt 14 năm tiếp theo.
Năm 1722, Frederick được tiêm chủng dịch đậu mùa bởi Charles Maitland dưới sự chỉ đạo của mẫu thân ông Caroline. Hoàng tổ phụ, George I, tấn phong ông làm Công tước xứ Edinburgh, Hầu tước Isle of Ely, Bá tước Eltham nhận lãnh địa ở Kent, Tử tước Launceston có lãnh địa tại Cornwall, và Nam tước xứ Snaudon có lãnh địa thuộc Carnarvon, ngày 26 tháng 7 năm 1726..
Frederick được đưa tới nước Anh ngày 1728 khi đã là một thanh niên trưởng thành vào năm 1728, năm mà cha ông đăng cơ trở thành Vua George II. Khi đó, George và Caroline đã có thêm rất nhiều con, và Frederick, bây giờ là Thân vương xứ Wales, là một thanh niên mê uống rượu, cờ bạc và gái gú. Việc không gặp nhau trong mười mấy năm khiến quan hệ giữa họ bị rạn nứt, và không bao giờ có thể thân thiện với nhau được nữa. Năm 1728 cũng diễn ra lễ khánh thành Fredericksburg, Virginia, được đặt theo tên của Vương tử — những địa danh khác mang tên của ông còn có Prince Frederick, Maryland (1722), Fort Frederick, Maine (1729–30), Fort Frederick, South Carolina (1730–34), Fort Frederick, New York (hoàn thành 1735) và Fort Frederica, Georgia (thành lập 1736), trong khi Fort Frederick, Maryland, Point Frederick, Ontario, Fort Frederick, Ontario and Fort Frederick, New Brunswick được đặt tên sau khi ông qua đời.

## Thân vương xứ Wales

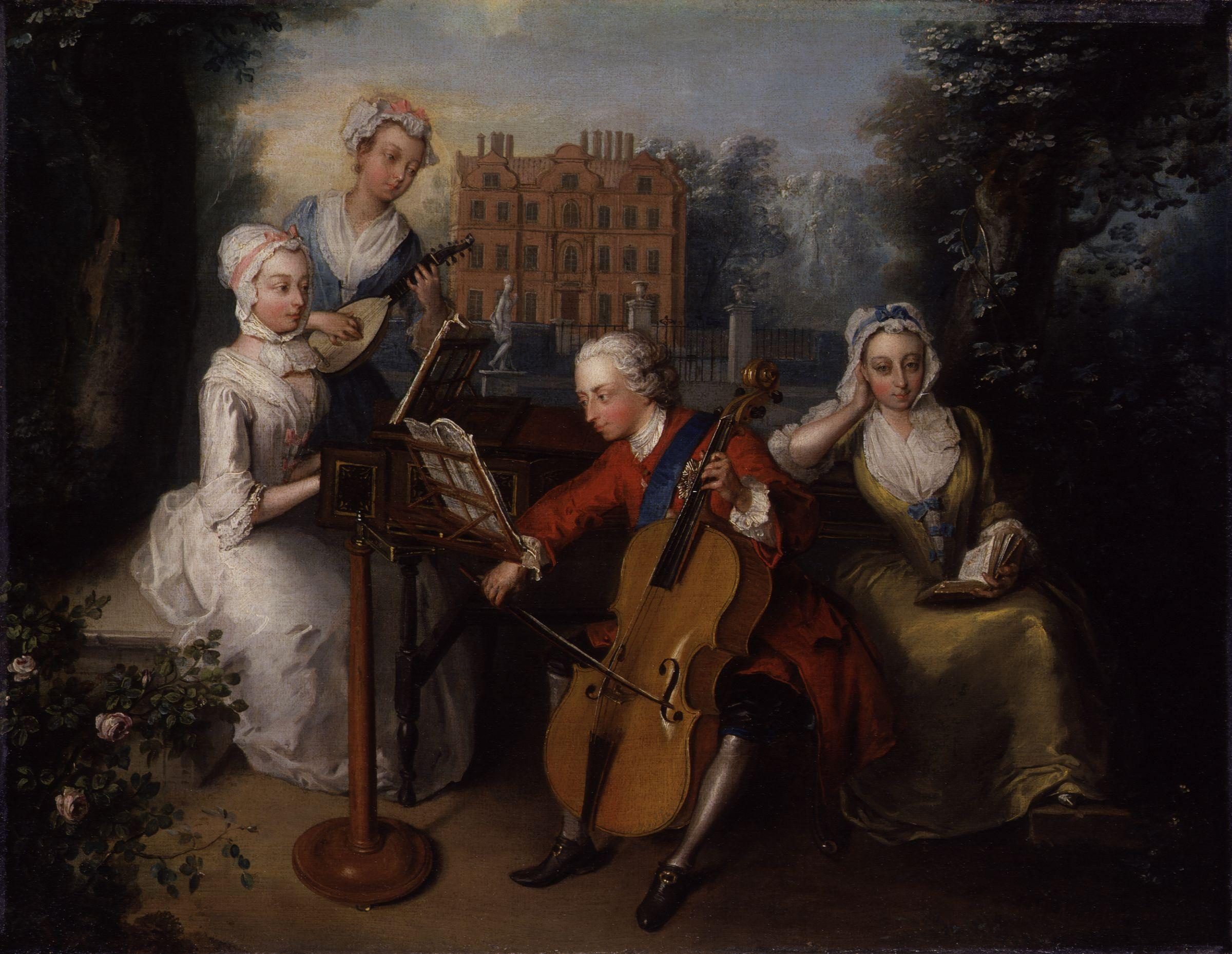
Thân vương xứ Wales, năm 1733, bên các em gái, Anne, Caroline và Amelia.

Một trong những nguyên nhân của sự bất hòa giữa Frederick với cha mẹ có thể là do sự tác động của người ông nội của đã cố. Frederick khi đó mặc dù chỉ là một đứa trẻ, lại trở thành người đại diện ở nhà Hanover thay vì cha mẹ ông. Ông không được phép đến Anh cho đến khi cha ông kế vị ngai vàng với vương hiệu George II ngày 11 tháng 6 năm 1727. Frederick tiếp tục được gọi là Vương tử Friedrich Ludwig xứ Hanover (đôi khi gọi theo tiếng Anh là Frederick Louis) ngay cả khi ông đã được phong Thân vương xứ Wales.
Năm 1728, Frederick (tên tiếng Anh) chính thức đặt chân lên đảo Anh và trở thành Thân vương xứ Wales ngày 8 tháng 1 năm 1729. Ông giữ cương vị Hiệu trưởng đời thứ 10 của Đại học Dublin từ 1728 đến 1751, và một bức chân dung của ông hiện nay vẫn còn được treo tại hội trường của Trinity College, Dublin.
Ông có mối quan hệ chặt chẽ với các chính trị gia đối lập. Frederick và nhóm của ông ủng hộ Opera of the Nobility trong Lincoln's Inn Fields để làm thứ cạnh tranh với vẻ lộng lẫy của Handel tại Rạp Đức vua ở Haymarket. Frederick có niềm say mê với các nhạc cụ viola và cello; Ông có một bức họa trong tư thế đang gảy bên các em gái của mình, bức chân dung được vẽ bởi Philip Mercier, hiện nay được lưu giữ trong một sưu tập của Phòng trưng bày Chân dung Quốc gia. Ông thích thú với khoa học và nghệ thuật, và trở thành một cái gai trong mắt cha mẹ ông, họ bất hòa với nhau về mọi thứ, theo như thông tin mà Huân tước Hervey tiết lộ vào thời bấy giờ. Tại triều, em trai của ông, Vương tử William, Công tước xứ Cumberland, nhận được ân sủng của nhà vua và ông có ý định phân chia lãnh thổ ra làm hai, theo đó Frederick sẽ kế vị ở Anh trong khi Hanover trao cho William.
Hervey và Frederick cùng nhau viết nên một vở kịch và công chiếu tại Drury Lane Theatre vào tháng 10 năm 1731. Nó bị chỉ trích nặng nề, và thậm chí cả giám đốc nhà hát cũng nghĩ rằng vở kịch tệ đến nỗi làm sao có thể trình diễn trong đêm đầu tiên. Ông sai quân sĩ đi vào khán đài để duy trì trật tự, và khi vở kịch thất bại khán giả được hoàn tiền lại. Hervey và Frederick cùng có một tình nhân, Anne Vane, bà ta sinh một cậu con trai tên là FitzFrederick Vane vào tháng 6 năm 1732. Cả hai người họ cùng với William Stanhope, Bá tước Harrington thứ nhất, hay hàng tá những tình nhân khác, đều có khả năng là cha của đứa bé. Sự ghen tuông giữa họ với nhau khiến cho tình bạn sớm tan vỡ. Hervey sau này viết trong hồi kí là Frederick "giả dối ... chẳng biết ngần ngại chút nào khi nói dối chỉ để phục vụ cho những mục đích xấu của anh ta."

## Các mối quan hệ gia đình
Cuộc thương lượng giữa George II với người em rể Friedrich Wilhelm I của Phổ về hôn sự của Thân vương xứ Wales với Trưởng Công chúa Phổ quốc Wilhelmine nhận được sự ủng hộ từ Friedrich mặc dù cả hai chưa bao giờ gặp nhau. George II không mấy quan tâm đến việc này và chỉ miễn cưỡng đàm phán cho đúng với thủ tục ngoại giao. Thất vọng với sự trì hoãn này, Frederick cử riêng sứ thần của mình đến vương đình Phổ. Khi nhà vua phát hiện ra mưu đồ này, ông ngày lập tức cho đòi Friedrich khi đó đang ở Hanover trở về Anh. Cuộc đàm phán chính thức đổ vỡ khi nhà vua Phổ đòi phải cho Frederick làm Nhiếp chính của Hanover.
Frederick suýt nữa đã kết hôn với Diana Spencer, con gái của Charles Spencer, Bá tước Sunderland thứ 3 và Anne Churchill. Lady Diana là đứa cháu yêu của Sarah, Công tước phu nhân xứ Marlborough. Bà Công tước tìm kiếm một liên minh với hoàng gia bằng việc hưa hôn Lady Diana cho Thân vương xứ Wales với của hồi môn là 100,000 bảng Anh. Vương tử, người mang trong mình một khoản nợ khổng lồ, đã đồng ý đề xuất này, nhưng cuối cùng lại bị Robert Walpole và nhà vua phủ quyết. Lady Diana không lâu sau đó thành hôn với John Russell, Công tước xứ Bedford thứ tư.
Mặc dù vào thời niên thiếu, Frederick khá hoang phí và mê gái, nhưng ông nhanh chóng ổn định cuộc sống sau cuộc hôn nhân với Augusta xứ Saxe-Gotha, 16 tuổi, vào năm 1736. Đám cưới được tổ chức tại Cung điện St James và được Đức Giám mục Luân Đôn chủ hôn.
Tháng 5 năm 1736, George II trở về thăm Hanover, một hành động mà không được quần chúng hoan nghênh ở Anh; một thông điệp mang ý nghĩa châm biếm về việc nhà vua vắng mặc được dựng lên tại Cung điện St James. "Mất tích hay là rời bỏ gia đình này", "người đàn ông đã bỏ lại vợ và sáu đứa con trong giáo xứ." Nhà vua định trở về trong lúc thời tiết khắc nghiệt; khi con tàu của ông gặp phải bão lớn, tin đồn lan ra khắp đảo Anh là nhà vua đắm tàu chết đuối. Cuối cùng, tháng 1 năm 1737, nhà vua trở về Anh. Ngay sau đó ông đổ bệnh, sốt nặng nằm liệt giường. Thân vương xứ Wales luôn miệng nói nhà vua sẽ không sống được nữa, và kết quả là George khăng khăng bước khỏi giường và gượng đi tham dự các sự kiện xã hội để áp chế những lời đồn thổi.

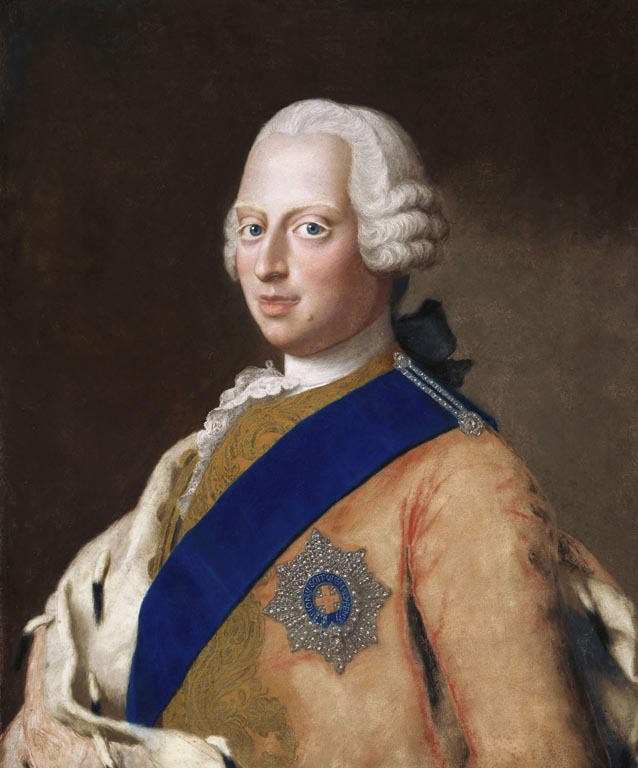
Frederick (tranh vẽ) đối đầu với chính quyền của phụ thân.

Ngập đầu trong những khoản nợ, Frederick lại phải sống dựa vào người bạn giàu có của ông, George Bubb Dodington. Phụ thân của Vương tử từ chối cung cấp cho ông những khoản trợ cấp mà ông cho là nó đáng lẽ phải thuộc về mình.
Frederick tiếp tục cuộc đấu tranh công khai với phụ thân trong chính phủ; ông phản đối Đạo luật Gin 1736, được đặt ra để kiểm soát Gin Craze. Frederick đệ trình lên Nghị viện về yêu cầu gia tăng phụ cấp vốn bị nhà vua từ chối. Trợ cấp của Frederick được tăng lên nhưng không được như số mà ông yêu cầu.
Tháng 6 năm 1737, Frederick thông báo với song thân rằng Augusta đã mang thai, và dự kiến sẽ sinh vào tháng 10. Thực tế, ngày Augusta sinh sớm hơn vào tháng 7. Khi đó Vương tử, phát hiện ra vợ ông đang trở dạ, liền đem bà trốn khỏi Cung điện Hampton Court vào lúc nửa đêm để đảm bảo rằng nhà vua và Vương hậu sẽ không có mặt khi đứa bé ra đời. George và Caroline kinh hoàng. Theo truyền thống, khi một đứa bé hoàng gia chào đời, phải được sự chứng kiến của các thành viên trong gia đình cùng các triều thần, mà Augusta bị chồng vực lên xe ngựa trong lúc đang chuyển dạ rất đau đớn. Đi cùng với hai cô con gái và Huân tước Hervey, Vương hậu chạy đến Cung điện St James, nơi Frederick đưa Augusta đến. Caroline thấy nhẹ nhõm khi biến đứa bé của Augusta "đứa con gái xấu xí, ốm yếu" chứng không phải "một cậu bé mập mạp, đẹp đẽ" vì như thế chứng tỏ đứa bé này khó có thể là giả mạo. Sau sự kiện này, mối quan hệ chẳng mấy tốt đẹp của Frederick với mẫu thân lại thêm nặng nề.
Frederick bị đuổi khỏi triều đình của nhà vua, và phe đối lập thường tụ họp nhau ở tú gia mới của Frederick, Dinh thự Leicester. Mẫu thân ông trở bệnh nặng vào cuối năm đó, nhưng nhà vua không cho phép Frederick gặp mẹ lần cuối. Ông trở thành một người đàn ông của gia đình, thường dắt vợ và 8 đứa con (cô con gái út chào đời sau khi ông chết) đến sống ở một ngôi làng nông thôn tại Cliveden, ông có thú vui câu cá, bắn chim và chèo thuyền. Năm 1742, Robert Walpole rời chính phủ, và chính phủ mới thành lập đã dàn xếp mâu thuẫn giữa nhà vua với hoàng thái tử, đồng minh của Frederick nhờ đó lấy lại được ảnh hưởng trong chính phủ.
Sau Cuộc nổi dậy của phe Jacobite năm 1745, Frederick gặp Flora MacDonald, đang bị giam lỏng trong Toà Tháp vì tội mở đường cho lãnh đạo phe nổi loạn Charles Edward Stuart trốn thoát, và cuối cùng giúp cô ta được phóng thích. Năm [1747]ư, Frederick lại gia nhập đảng đối lập, và nhà vua đáp trả bằng cách kêu gọi bầu cử sớm, và đảng của Frederick gặp thất bại nặng nề.

## Cái chết và di sản

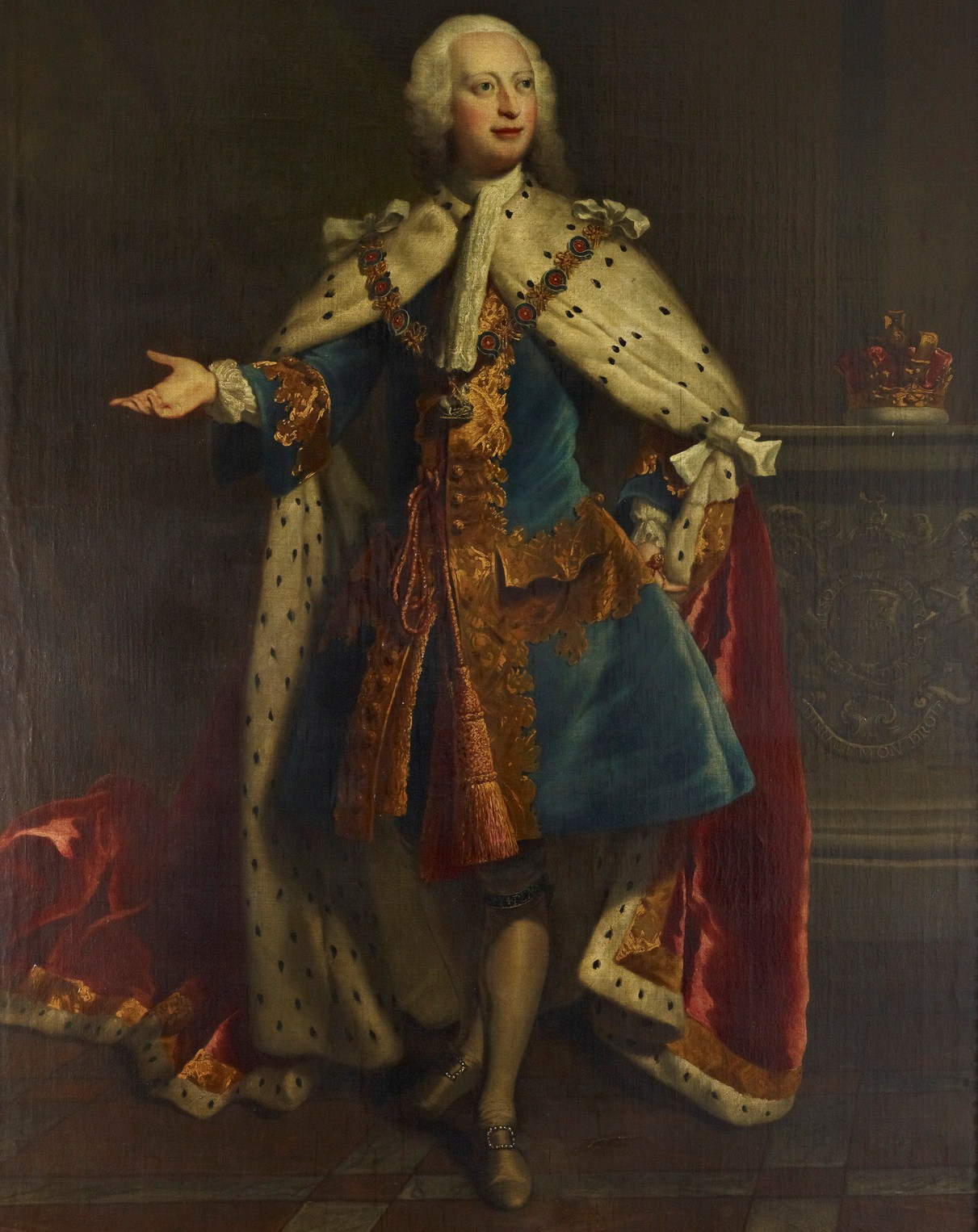
Frederick có niềm đam mê với môn đánh gậy.

Vào thời điểm Frederick đến đất nước Đại Anh, bóng gậy (cricket) ngày càng phát triển trở thành môn thể thao đồng đội phổ biến tại Anh quốc. Có lẽ vì muốn thích nghi với xã hội mới, Frederick quan tâm đến môn thể thao này và trở thành một người đam mê thực sự. Trong các tài liệu tường thuật sau năm 1733, có miêu tả Frederick là người bảo trợ cho môn thể thao này và thỉnh thoảng có tham gia thi đấu.
Khi ông qua đời vào ngày 20 tháng 3 năm 1751, trong một trận bóng gậy, một quả bóng va vào đầu Frederick mà người đánh quả ấy là Charles Lennox, Công tước xứ Richmond thứ hai, người tài trợ mạnh mẽ nhất cho trò chơi này vào lúc đó. Sau vụ này, số trận đấu bóng gậy giảm nhiều trong nhiều năm sau, mặc dù tình hình kinh tế khó khăn và núi tiền đổ cho các cuộc chiến tranh cũng góp phần khiến cho môn thể thao này ít được đầu tư hơn trước.

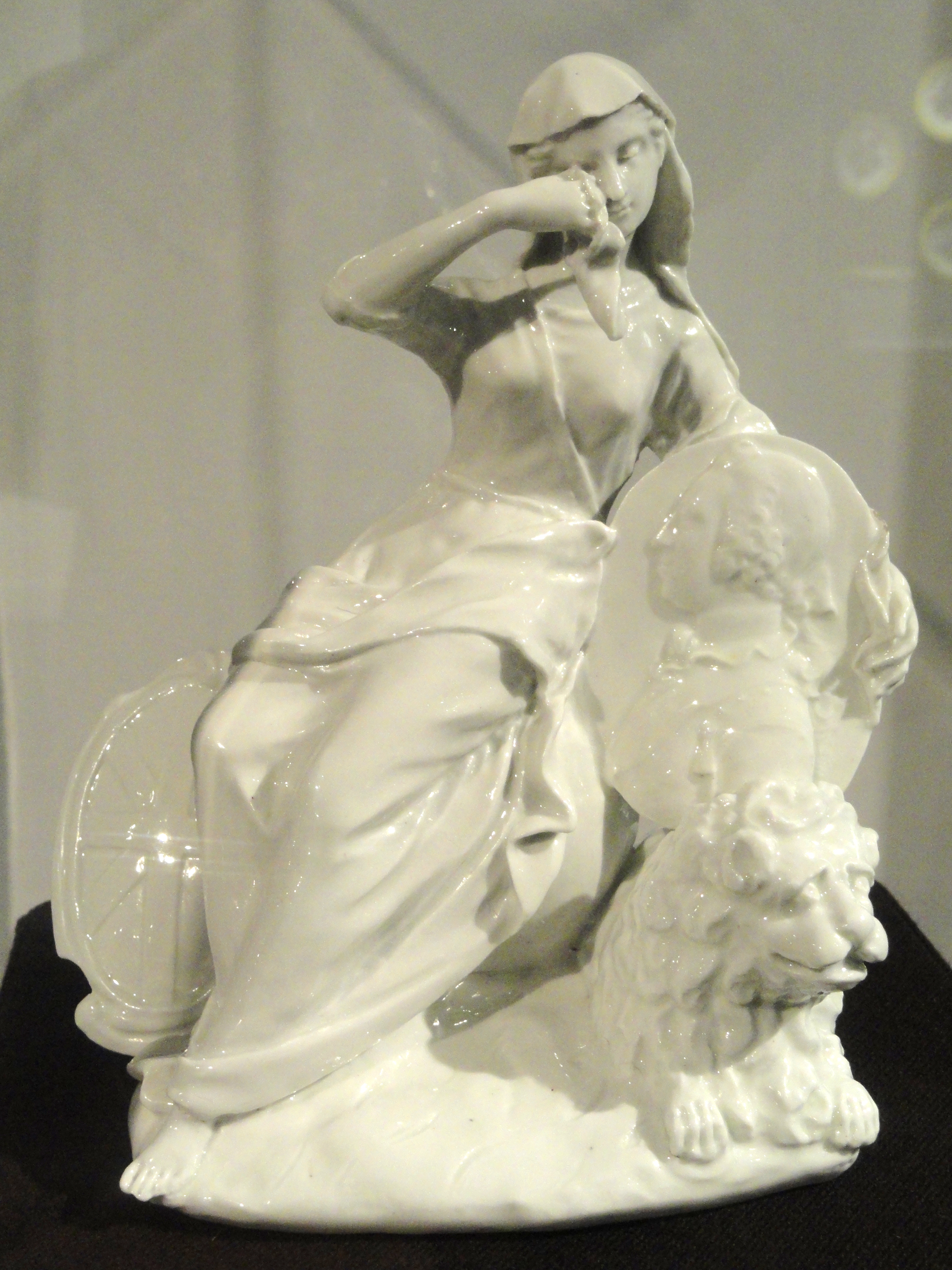
Britannia than khóc cho cái chết của Thân vương xứ Wales, 1751.

Frederick qua đời khi tham vọng chính trị của ông còn chưa được thực hiện, tại Cliveden House vào năm 1751, ở tuổi 44. Nguyên nhân cái chết của ông khi trước được cho là do bị một áp xe trong phổi gây ra bởi một quả bóng gậy hoặc một quả bóng tennis trúng vào người ông, nhưng gần đây người ta cho nguyên nhân là do nghẽn động mạch phổi Ông được an táng tại Tu viện Westminster ngày 13 tháng 4 năm 1751. Vương tử George, con trai trưởng của ông, nối chức Thân vương xứ Wales và Công tước xứ Edinburgh, về sau chính là Vua George III.

## Danh hiệu và huy hiệu

Huy hiệu của Frederick, Thân vương xứ Wales

### Danh hiệu
Ở Anh:
- 1 tháng 2 năm 1707 – 1 tháng 8 năm 1714: Quý ngài Vương tử Frederick xứ Braunschweig-Lunenburgh
- 1 tháng 8 năm 1714 – 26 tháng 7 năm 1726: Điện hạ Vương tử Frederick
- 26 tháng 7 năm 1726 – 11 tháng 6 năm 1727: Điện hạ Vương tử Frederick, Công tước xứ Edinburgh, Hầu tước Đảo Ely, Bá tước Eltham, Tử tước Launceston, và Nam tước Snaudon[5]
- 11 tháng 6 năm 1727 – 8 tháng 1 năm 1729: Điện hạ Frederick Lewis, Vương tử Vương quốc Anh, Tuyển hầu Công tử xứ Braunschweig-Lunenburgh, Công tước xứ Cornwall và Rothesay, Công tước xứ Edinburgh, Hầu tước Đảo Ely, Bá tước Eltham, Tử tước Launceston, Nam tước Snaudon, và Renfrew, Huân tước Isles và Steward ở Scotland và nhận hầu hết các huy chương Gater[4]
- 8 tháng 1 năm 1729[40] – 31 tháng 3 năm 1751: Điện hạ Thân vương xứ Wales và Bá tước xứ Chester, vv.[4]

Ông còn được tấn phong Công tước xứ Gloucester ngày 10 tháng 1 năm 1717.

### Vinh dự
- 3 tháng 7 năm 1717: Hiệp sĩ Vương thất Garter

## Gia phả
| \| \| \| \| \| \| \| \| \| \| \| \| \| \| \| \| \| \| \| \| 16. Georg xứ Braunschweig-Calenberg \| \| \| \| \| \| \| \| \| \| \| \| \| \| \| \| \| \| \| \| \| \| \| \| \| \| \| \| \| \| \| \| \| \| \| \| \| \| \| \| \| \| \| \| \| \| \| \| \| \| \| \| \| \| 8. Ernst August I xứ Hannover \| \| \| \| \| \| \| \| \| \| \| \| \| \| \| \| \| \| \| \| \| \| \| \| \| \| \| \| \| \| \| \| \| \| \| \| \| \| \| \| \| \| \| \| \| \| \| \| \| \| \| \| \| \| 17. Anna Eleonore xứ Hessen-Darmstadt \| \| \| \| \| \| \| \| \| \| \| \| \| \| \| \| \| \| \| \| \| \| \| \| \| \| \| \| \| \| \| \| \| \| \| \| \| \| \| \| \| \| \| \| \| \| \| \| \| \| \| \| \| \| 4. George I của Anh \| \| \| \| \| \| \| \| \| \| \| \| \| \| \| \| \| \| \| \| \| \| \| \| \| \| \| \| \| \| \| \| \| \| \| \| \| \| \| \| \| \| \| \| \| \| \| \| \| \| \| \| \| \| 18. Friedrich V của Pfalz \| \| \| \| \| \| \| \| \| \| \| \| \| \| \| \| \| \| \| \| \| \| \| \| \| \| \| \| \| \| \| \| \| \| \| \| \| \| \| \| \| \| \| \| \| \| \| \| \| \| \| \| \| \| 9. Sophie của Pfalz \| \| \| \| \| \| \| \| \| \| \| \| \| \| \| \| \| \| \| \| \| \| \| \| \| \| \| \| \| \| \| \| \| \| \| \| \| \| \| \| \| \| \| \| \| \| \| \| \| \| \| \| \| \| 19. Elizabeth của Anh và Scotland \| \| \| \| \| \| \| \| \| \| \| \| \| \| \| \| \| \| \| \| \| \| \| \| \| \| \| \| \| \| \| \| \| \| \| \| \| \| \| \| \| \| \| \| \| \| \| \| \| \| \| \| \| \| 2. George II của Anh \| \| \| \| \| \| \| \| \| \| \| \| \| \| \| \| \| \| \| \| \| \| \| \| \| \| \| \| \| \| \| \| \| \| \| \| \| \| \| \| \| \| \| \| \| \| \| \| \| \| \| \| \| \| 20. Georg xứ Braunschweig-Calenberg (= 16) \| \| \| \| \| \| \| \| \| \| \| \| \| \| \| \| \| \| \| \| \| \| \| \| \| \| \| \| \| \| \| \| \| \| \| \| \| \| \| \| \| \| \| \| \| \| \| \| \| \| \| \| \| \| 10. Georg Wilhelm xứ Braunschweig-Lüneburg \| \| \| \| \| \| \| \| \| \| \| \| \| \| \| \| \| \| \| \| \| \| \| \| \| \| \| \| \| \| \| \| \| \| \| \| \| \| \| \| \| \| \| \| \| \| \| \| \| \| \| \| \| \| 21. Anna Eleonore xứ Hessen-Darmstadt (= 17) \| \| \| \| \| \| \| \| \| \| \| \| \| \| \| \| \| \| \| \| \| \| \| \| \| \| \| \| \| \| \| \| \| \| \| \| \| \| \| \| \| \| \| \| \| \| \| \| \| \| \| \| \| \| 5. Sophie Dorothea của Celle \| \| \| \| \| \| \| \| \| \| \| \| \| \| \| \| \| \| \| \| \| \| \| \| \| \| \| \| \| \| \| \| \| \| \| \| \| \| \| \| \| \| \| \| \| \| \| \| \| \| \| \| \| \| 22. Alexandre Desmier xứ Olbreuse \| \| \| \| \| \| \| \| \| \| \| \| \| \| \| \| \| \| \| \| \| \| \| \| \| \| \| \| \| \| \| \| \| \| \| \| \| \| \| \| \| \| \| \| \| \| \| \| \| \| \| \| \| \| 11. Éléonore Desmier xứ Olbreuse \| \| \| \| \| \| \| \| \| \| \| \| \| \| \| \| \| \| \| \| \| \| \| \| \| \| \| \| \| \| \| \| \| \| \| \| \| \| \| \| \| \| \| \| \| \| \| \| \| \| \| \| \| \| 23. Jacquette Poussard du Bas-Vandré et de Saint-Marc \| \| \| \| \| \| \| \| \| \| \| \| \| \| \| \| \| \| \| \| \| \| \| \| \| \| \| \| \| \| \| \| \| \| \| \| \| \| \| \| \| \| \| \| \| \| \| \| \| \| \| \| \| \| 1. Frederick của Đại Anh \| \| \| \| \| \| \| \| \| \| \| \| \| \| \| \| \| \| \| \| \| \| \| \| \| \| \| \| \| \| \| \| \| \| \| \| \| \| \| \| \| \| \| \| \| \| \| \| \| \| \| \| \| \| 24. Joachim Ernst xứ Brandenburg-Ansbach \| \| \| \| \| \| \| \| \| \| \| \| \| \| \| \| \| \| \| \| \| \| \| \| \| \| \| \| \| \| \| \| \| \| \| \| \| \| \| \| \| \| \| \| \| \| \| \| \| \| \| \| \| \| 12. Albrecht II xứ Brandenburg-Ansbach \| \| \| \| \| \| \| \| \| \| \| \| \| \| \| \| \| \| \| \| \| \| \| \| \| \| \| \| \| \| \| \| \| \| \| \| \| \| \| \| \| \| \| \| \| \| \| \| \| \| \| \| \| \| 25. Sophie xứ Solms-Laubach \| \| \| \| \| \| \| \| \| \| \| \| \| \| \| \| \| \| \| \| \| \| \| \| \| \| \| \| \| \| \| \| \| \| \| \| \| \| \| \| \| \| \| \| \| \| \| \| \| \| \| \| \| \| 6. Johann Friedrich I xứ Brandenburg-Ansbach \| \| \| \| \| \| \| \| \| \| \| \| \| \| \| \| \| \| \| \| \| \| \| \| \| \| \| \| \| \| \| \| \| \| \| \| \| \| \| \| \| \| \| \| \| \| \| \| \| \| \| \| \| \| 26. Joachim Ernst xứ Oettingen-Oettingen \| \| \| \| \| \| \| \| \| \| \| \| \| \| \| \| \| \| \| \| \| \| \| \| \| \| \| \| \| \| \| \| \| \| \| \| \| \| \| \| \| \| \| \| \| \| \| \| \| \| \| \| \| \| 13. Sophie Margarete xứ Oettingen-Oettingen \| \| \| \| \| \| \| \| \| \| \| \| \| \| \| \| \| \| \| \| \| \| \| \| \| \| \| \| \| \| \| \| \| \| \| \| \| \| \| \| \| \| \| \| \| \| \| \| \| \| \| \| \| \| 27. Anna Sibilla xứ Solms-Sonnenwalde \| \| \| \| \| \| \| \| \| \| \| \| \| \| \| \| \| \| \| \| \| \| \| \| \| \| \| \| \| \| \| \| \| \| \| \| \| \| \| \| \| \| \| \| \| \| \| \| \| \| \| \| \| \| 3. Caroline xứ Ansbach \| \| \| \| \| \| \| \| \| \| \| \| \| \| \| \| \| \| \| \| \| \| \| \| \| \| \| \| \| \| \| \| \| \| \| \| \| \| \| \| \| \| \| \| \| \| \| \| \| \| \| \| \| \| 28. Wilhelm xứ Sachsen-Weimar \| \| \| \| \| \| \| \| \| \| \| \| \| \| \| \| \| \| \| \| \| \| \| \| \| \| \| \| \| \| \| \| \| \| \| \| \| \| \| \| \| \| \| \| \| \| \| \| \| \| \| \| \| \| 14. Johann Georg I xứ Sachsen-Eisenach \| \| \| \| \| \| \| \| \| \| \| \| \| \| \| \| \| \| \| \| \| \| \| \| \| \| \| \| \| \| \| \| \| \| \| \| \| \| \| \| \| \| \| \| \| \| \| \| \| \| \| \| \| \| 29. Eleonore Dorothea xứ Anhalt-Dessau \| \| \| \| \| \| \| \| \| \| \| \| \| \| \| \| \| \| \| \| \| \| \| \| \| \| \| \| \| \| \| \| \| \| \| \| \| \| \| \| \| \| \| \| \| \| \| \| \| \| \| \| \| \| 7. Eleonore xứ Sachsen-Eisenach \| \| \| \| \| \| \| \| \| \| \| \| \| \| \| \| \| \| \| \| \| \| \| \| \| \| \| \| \| \| \| \| \| \| \| \| \| \| \| \| \| \| \| \| \| \| \| \| \| \| \| \| \| \| 30. Ernst xứ Sayn-Wittgenstein \| \| \| \| \| \| \| \| \| \| \| \| \| \| \| \| \| \| \| \| \| \| \| \| \| \| \| \| \| \| \| \| \| \| \| \| \| \| \| \| \| \| \| \| \| \| \| \| \| \| \| \| \| \| 15. Johannetta I xứ Sayn-Wittgenstein-Sayn-Altenkirchen \| \| \| \| \| \| \| \| \| \| \| \| \| \| \| \| \| \| \| \| \| \| \| \| \| \| \| \| \| \| \| \| \| \| \| \| \| \| \| \| \| \| \| \| \| \| \| \| \| \| \| \| \| \| 31. Louise Juliane xứ Erbach \| \| \| \| \| \| \| \| \| \| \| \| \| \| \| \| \| \| \| \| \| \| \| \| \| \| \| \| \| \| \| \| \| \| \| \| \| \| \| \| \| \| \| \| \| \| \| \| \| \| \| \| |                                                         |  |  |  |  |  |  |  |  |  |  |  |  |  |  |  |
| |                                                         |  |  |  |  |  |  |  |  |  |  |  |  |  |  |  |
| | 16. Georg xứ Braunschweig-Calenberg                     |  |  |  |  |  |  |  |  |  |  |  |  |  |  |  |
| |                                                         |  |  |  |  |  |  |  |  |  |  |  |  |  |  |  |
| |                                                         |  |  |  |  |  |  |  |  |  |  |  |  |  |  |  |
| | 8. Ernst August I xứ Hannover                           |  |  |  |  |  |  |  |  |  |  |  |  |  |  |  |
| |                                                         |  |  |  |  |  |  |  |  |  |  |  |  |  |  |  |
| |                                                         |  |  |  |  |  |  |  |  |  |  |  |  |  |  |  |
| | 17. Anna Eleonore xứ Hessen-Darmstadt                   |  |  |  |  |  |  |  |  |  |  |  |  |  |  |  |
| |                                                         |  |  |  |  |  |  |  |  |  |  |  |  |  |  |  |
| |                                                         |  |  |  |  |  |  |  |  |  |  |  |  |  |  |  |
| | 4. George I của Anh                                     |  |  |  |  |  |  |  |  |  |  |  |  |  |  |  |
| |                                                         |  |  |  |  |  |  |  |  |  |  |  |  |  |  |  |
| |                                                         |  |  |  |  |  |  |  |  |  |  |  |  |  |  |  |
| | 18. Friedrich V của Pfalz                               |  |  |  |  |  |  |  |  |  |  |  |  |  |  |  |
| |                                                         |  |  |  |  |  |  |  |  |  |  |  |  |  |  |  |
| |                                                         |  |  |  |  |  |  |  |  |  |  |  |  |  |  |  |
| | 9. Sophie của Pfalz                                     |  |  |  |  |  |  |  |  |  |  |  |  |  |  |  |
| |                                                         |  |  |  |  |  |  |  |  |  |  |  |  |  |  |  |
| |                                                         |  |  |  |  |  |  |  |  |  |  |  |  |  |  |  |
| | 19. Elizabeth của Anh và Scotland                       |  |  |  |  |  |  |  |  |  |  |  |  |  |  |  |
| |                                                         |  |  |  |  |  |  |  |  |  |  |  |  |  |  |  |
| |                                                         |  |  |  |  |  |  |  |  |  |  |  |  |  |  |  |
| | 2. George II của Anh                                    |  |  |  |  |  |  |  |  |  |  |  |  |  |  |  |
| |                                                         |  |  |  |  |  |  |  |  |  |  |  |  |  |  |  |
| |                                                         |  |  |  |  |  |  |  |  |  |  |  |  |  |  |  |
| | 20. Georg xứ Braunschweig-Calenberg (= 16)              |  |  |  |  |  |  |  |  |  |  |  |  |  |  |  |
| |                                                         |  |  |  |  |  |  |  |  |  |  |  |  |  |  |  |
| |                                                         |  |  |  |  |  |  |  |  |  |  |  |  |  |  |  |
| | 10. Georg Wilhelm xứ Braunschweig-Lüneburg              |  |  |  |  |  |  |  |  |  |  |  |  |  |  |  |
| |                                                         |  |  |  |  |  |  |  |  |  |  |  |  |  |  |  |
| |                                                         |  |  |  |  |  |  |  |  |  |  |  |  |  |  |  |
| | 21. Anna Eleonore xứ Hessen-Darmstadt (= 17)            |  |  |  |  |  |  |  |  |  |  |  |  |  |  |  |
| |                                                         |  |  |  |  |  |  |  |  |  |  |  |  |  |  |  |
| |                                                         |  |  |  |  |  |  |  |  |  |  |  |  |  |  |  |
| | 5. Sophie Dorothea của Celle                            |  |  |  |  |  |  |  |  |  |  |  |  |  |  |  |
| |                                                         |  |  |  |  |  |  |  |  |  |  |  |  |  |  |  |
| |                                                         |  |  |  |  |  |  |  |  |  |  |  |  |  |  |  |
| | 22. Alexandre Desmier xứ Olbreuse                       |  |  |  |  |  |  |  |  |  |  |  |  |  |  |  |
| |                                                         |  |  |  |  |  |  |  |  |  |  |  |  |  |  |  |
| |                                                         |  |  |  |  |  |  |  |  |  |  |  |  |  |  |  |
| | 11. Éléonore Desmier xứ Olbreuse                        |  |  |  |  |  |  |  |  |  |  |  |  |  |  |  |
| |                                                         |  |  |  |  |  |  |  |  |  |  |  |  |  |  |  |
| |                                                         |  |  |  |  |  |  |  |  |  |  |  |  |  |  |  |
| | 23. Jacquette Poussard du Bas-Vandré et de Saint-Marc   |  |  |  |  |  |  |  |  |  |  |  |  |  |  |  |
| |                                                         |  |  |  |  |  |  |  |  |  |  |  |  |  |  |  |
| |                                                         |  |  |  |  |  |  |  |  |  |  |  |  |  |  |  |
| | 1. Frederick của Đại Anh                                |  |  |  |  |  |  |  |  |  |  |  |  |  |  |  |
| |                                                         |  |  |  |  |  |  |  |  |  |  |  |  |  |  |  |
| |                                                         |  |  |  |  |  |  |  |  |  |  |  |  |  |  |  |
| | 24. Joachim Ernst xứ Brandenburg-Ansbach                |  |  |  |  |  |  |  |  |  |  |  |  |  |  |  |
| |                                                         |  |  |  |  |  |  |  |  |  |  |  |  |  |  |  |
| |                                                         |  |  |  |  |  |  |  |  |  |  |  |  |  |  |  |
| | 12. Albrecht II xứ Brandenburg-Ansbach                  |  |  |  |  |  |  |  |  |  |  |  |  |  |  |  |
| |                                                         |  |  |  |  |  |  |  |  |  |  |  |  |  |  |  |
| |                                                         |  |  |  |  |  |  |  |  |  |  |  |  |  |  |  |
| | 25. Sophie xứ Solms-Laubach                             |  |  |  |  |  |  |  |  |  |  |  |  |  |  |  |
| |                                                         |  |  |  |  |  |  |  |  |  |  |  |  |  |  |  |
| |                                                         |  |  |  |  |  |  |  |  |  |  |  |  |  |  |  |
| | 6. Johann Friedrich I xứ Brandenburg-Ansbach            |  |  |  |  |  |  |  |  |  |  |  |  |  |  |  |
| |                                                         |  |  |  |  |  |  |  |  |  |  |  |  |  |  |  |
| |                                                         |  |  |  |  |  |  |  |  |  |  |  |  |  |  |  |
| | 26. Joachim Ernst xứ Oettingen-Oettingen                |  |  |  |  |  |  |  |  |  |  |  |  |  |  |  |
| |                                                         |  |  |  |  |  |  |  |  |  |  |  |  |  |  |  |
| |                                                         |  |  |  |  |  |  |  |  |  |  |  |  |  |  |  |
| | 13. Sophie Margarete xứ Oettingen-Oettingen             |  |  |  |  |  |  |  |  |  |  |  |  |  |  |  |
| |                                                         |  |  |  |  |  |  |  |  |  |  |  |  |  |  |  |
| |                                                         |  |  |  |  |  |  |  |  |  |  |  |  |  |  |  |
| | 27. Anna Sibilla xứ Solms-Sonnenwalde                   |  |  |  |  |  |  |  |  |  |  |  |  |  |  |  |
| |                                                         |  |  |  |  |  |  |  |  |  |  |  |  |  |  |  |
| |                                                         |  |  |  |  |  |  |  |  |  |  |  |  |  |  |  |
| | 3. Caroline xứ Ansbach                                  |  |  |  |  |  |  |  |  |  |  |  |  |  |  |  |
| |                                                         |  |  |  |  |  |  |  |  |  |  |  |  |  |  |  |
| |                                                         |  |  |  |  |  |  |  |  |  |  |  |  |  |  |  |
| | 28. Wilhelm xứ Sachsen-Weimar                           |  |  |  |  |  |  |  |  |  |  |  |  |  |  |  |
| |                                                         |  |  |  |  |  |  |  |  |  |  |  |  |  |  |  |
| |                                                         |  |  |  |  |  |  |  |  |  |  |  |  |  |  |  |
| | 14. Johann Georg I xứ Sachsen-Eisenach                  |  |  |  |  |  |  |  |  |  |  |  |  |  |  |  |
| |                                                         |  |  |  |  |  |  |  |  |  |  |  |  |  |  |  |
| |                                                         |  |  |  |  |  |  |  |  |  |  |  |  |  |  |  |
| | 29. Eleonore Dorothea xứ Anhalt-Dessau                  |  |  |  |  |  |  |  |  |  |  |  |  |  |  |  |
| |                                                         |  |  |  |  |  |  |  |  |  |  |  |  |  |  |  |
| |                                                         |  |  |  |  |  |  |  |  |  |  |  |  |  |  |  |
| | 7. Eleonore xứ Sachsen-Eisenach                         |  |  |  |  |  |  |  |  |  |  |  |  |  |  |  |
| |                                                         |  |  |  |  |  |  |  |  |  |  |  |  |  |  |  |
| |                                                         |  |  |  |  |  |  |  |  |  |  |  |  |  |  |  |
| | 30. Ernst xứ Sayn-Wittgenstein                          |  |  |  |  |  |  |  |  |  |  |  |  |  |  |  |
| |                                                         |  |  |  |  |  |  |  |  |  |  |  |  |  |  |  |
| |                                                         |  |  |  |  |  |  |  |  |  |  |  |  |  |  |  |
| | 15. Johannetta I xứ Sayn-Wittgenstein-Sayn-Altenkirchen |  |  |  |  |  |  |  |  |  |  |  |  |  |  |  |
| |                                                         |  |  |  |  |  |  |  |  |  |  |  |  |  |  |  |
| |                                                         |  |  |  |  |  |  |  |  |  |  |  |  |  |  |  |
| | 31. Louise Juliane xứ Erbach                            |  |  |  |  |  |  |  |  |  |  |  |  |  |  |  |
| |                                                         |  |  |  |  |  |  |  |  |  |  |  |  |  |  |  |
| |                                                         |  |  |  |  |  |  |  |  |  |  |  |  |  |  |  |

## Con cái
| Tên                                             | Sinh                 | Mất                  | Ghi chú |
| ----------------------------------------------- | -------------------- | -------------------- | --- |
| Với Anne Vane Đáng kính                         |                      |                      | |
| FitzFrederick Cornwall Vane                     | 4 tháng 6 năm 1732   | 23 tháng 2 năm 1736  | Chào đời ở Đại lộ St James và được rửa tội ngày 17 tháng 6 năm 1732 bởi Henry Vane (cậu ruột), Huân tước Baltimore và Phu nhân Elizabeth Mansel là những người đỡ đầu. Cậu bé qua đời ở Luân Đôn vì "chứng co giật" khi đang được chăm sóc bởi người cậu Henry. |
| Amelia Vane                                     | 21 tháng 4 năm 1733  | 22 tháng 4 năm 1733  | Chỉ sống được một ngày. |
| Với Margaret, Nữ Bá tước Marsac                 |                      |                      | |
| Charles                                         | 1736                 | 1820                 | Chết năm 84 tuổi. |
| Với Công nữ Augusta xứ Sachsen-Gotha-Altenburg  |                      |                      | |
| Augusta, Công nương xứ Brunswick                | 31 tháng 7 năm 1737  | 23 tháng 3 năm 1813  | Kết hôn năm 1764 với Karl Wilhelm Ferdinand, Công tước xứ Braunschweig-Wolfenbüttel; có con. |
| George III                                      | 4 tháng 6 năm 1738   | 29 tháng 1 năm 1820  | Kết hôn năm 1761 với Charlotte xứ Mecklenburg-Strelitz; có con. |
| Vương tử Edward, Công tước xứ York              | 25 tháng 3 năm 1739  | 17 tháng 9 năm 1767  | Chết năm 28 tuổi, không bao giờ kết hôn. |
| Vương nữ Elizabeth                              | 10 tháng 1 năm 1741  | 4 tháng 9 năm 1759   | Chết năm 18 tuổi, không bao giờ kết hôn. |
| Vương tử William Henry, Công tước xứ Gloucester | 25 tháng 11 năm 1743 | 25 tháng 8 năm 1805  | Kết hôn năm 1766, với Maria, Nữ Bá tước Waldegrave; có con. |
| Vương tử Henry, Công tước Cumberland            | 7 tháng 11 năm 1745  | 18 tháng 9 năm 1790  | Kết hôn, 1771, Anne Luttrell; không có con. |
| Vương nữ Louisa                                 | 19 tháng 3 năm 1749  | 13 tháng 5 năm 1768  | Chết năm 19 tuổi, không bao giờ kết hôn. |
| Vương tử Frederick                              | 13 tháng 5 năm 1750  | 29 tháng 12 năm 1765 | Chết năm 15 tuổi, không bao giờ kết hôn. |
| Caroline Matilda, Vương hậu Đan Mạch và Na Uy   | 11 tháng 7 năm 1751  | 10 tháng 5 năm 1775  | Kết hôn năm 1766 với Christian VII, Vua của Đan Mạch và Na Uy; có con. |